# Ліпно (Пшисуський повіт)
Ліпно (пол. Lipno) — село в Польщі, у гміні Пшисуха Пшисуського повіту Мазовецького воєводства.
Населення — 194 особи (2011).
У 1975-1998 роках село належало до Радомського воєводства.

## Демографія
Демографічна структура станом на 31 березня 2011 року:
|          | Загалом | Допрацездатний вік | Працездатний вік | Постпрацездатний вік |
| -------- | ------- | ------------------ | ---------------- | -------------------- |
| Чоловіки | 95      | 19                 | 61               | 15                   |
| Жінки    | 99      | 15                 | 56               | 28                   |
| Разом    | 194     | 34                 | 117              | 43                   |